# 郭文輔
郭文輔（？—？），字共臣，號慊菴，金吾左衛匠籍山西太原府陽曲縣人，明朝政治人物。

## 生平
嘉靖二十八年（1549年）己酉科順天鄉試第十二名舉人，三十二年（1553年）中式癸丑科會試第一百九十名，三甲第二名進士。工部觀政，授行人，三十六年（1557年）十月起復考選，授雲南道御史，三十八年（1559年）四月實授。以事貶官，歷官阳谷知县、衛輝府同知、南京戶部郎中，隆慶三年（1569年）任常州府知府。後調任雲南永昌軍民府知府。

## 家族
曾祖郭聰；祖父郭智，封禮部員外郎；父郭俊，運司副使前禮部郎中。母張氏（封宜人）。弟郭文度、郭文弼、郭文壽、郭文和、郭文愷。